# Рик, Георгий Рудольфович
Георгий Рудольфович Рик (1914—1974) — советский физик-экспериментатор, доктор физико-математических наук, профессор.

## Биография
Родился в Санкт-Петербурге. Окончил Ленинградский индустриальный институт (так с 1934 по 1940 годы назывался Ленинградский политехнический институт) (1938).
В 1938—1957 гг. работал в Радиевом институте, с 1944 старший научный сотрудник, в 1947—1951 учёный секретарь.
Одновременно преподавал в ЛГУ (1938—1940 и 1950—1958, доцент кафедры радиохимии), Высшем военно-гидрометеорологическом институте (1945—1946), Ленинградском политехническом институте (1946—1948), Ленинградском педагогическом институте (1948—1950).
С 1958 г. зав. лабораторией Агрофизического НИИ (АФИ).
Кандидат (1944), доктор (1963) физико-математических наук. Тема докторской диссертации «Исследования по масс-спектроскопии», защищена в Институте теоретической и экспериментальной физики АН СССР (Москва).

## Научная деятельность
Во время работы в АФИ выполнил теоретические исследования влияния ионизирующих излучений на растение в целом, на организм на субклеточном и молекулярном уровнях. Разработал методику предпосевного облучения семян.
Публикации:
- Рик, Георгий Рудольфович. Масс-спетроскопия [Текст]. — Москва : Гос. изд-во техн.-теорет. лит., 1953. — 296 с. : ил.; 20 см.
- Einführung in die Massenspektroskopie [Текст] / Von G. R. Rieck ; Die Übers. und Bearb. besorgte A. Rakow. — Berlin : Deutsch. Verl. der Wissenschaften, 1956. — X, 289 с. : ил.; 21 см. — (Monographien der experimentellen und theoretischen Physik / Hrsg. von Franz X. Eder).

## Награды
- Орден «Знак Почёта»;
- Медали;
- Премия Совета Министров СССР (1950) — за участие в атомном проекте.